# Misamo
Misamo (hangul: 미사모; rr: Misamo; em japonês: ミサモ, Hepburn: Misamo; estilizado em letras maiúsculas MISAMO) é um trio feminino japonês e a primeira subunidade do grupo sul-coreano Twice, formado pela JYP Entertainment. O grupo é composto pelas integrantes japonesas do Twice, Momo, Sana e Mina. Elas estrearam em 2023 com o lançamento de seu primeiro EP intitulado Masterpiece.

## Nome
O nome da subunidade, Misamo, é um aglutinação dos nomes das integrantes Mina, Sana e Momo. Antes da formação da subunidade, as integrantes frequentemente usavam o termo para se referir a si mesmas.

## História

### 2012-2022: Pré-estreia e sucesso com Twice
Em 2012, Sana e Momo iriam originalmente estrear num quarteto feminino no Japão, no entanto, a JYP Entertainment suspendeu o plano devido a deterioração das relações entre Coréia do Sul e Japão após a disputa por Liancourt Rocks. Em 2015, as duas integrantes junto a Mina participaram no reality show de sobrevivência Sixteen, para decidir a formação do grupo Twice, tornando-se assim integrantes do grupo.

### 2023-presente: Estreia com Masterpiece
Em fevereiro de 2023, a JYP Entertainment anunciou que Misamo estrearia com um EP de sete faixas, incluindo "Bouquet", originalmente lançado para Liaison: Children's Heart Clinic da TV Asahi, em 26 de julho. Antes do lançamento do EP, a música e videoclipe de "Marshmallow" foram lançados em 15 de junho.  O grupo fez seu showcase de estreia, intitulado MISAMO Japan Showcase "Masterpiece", durante cinco dias em Osaka e Yokohama, começando em 22 de julho. Os cinco shows venderam 40.000 ingressos de mais de 600.000 solicitações de ingressos. Em dezembro de 2023, o grupo participou do 74º NHK Kōhaku Uta Gassen, onde apresentou "Do Not Touch". O Misamo está programado para lançar seu segundo EP intitulado Haute Couture em 6 de novembro de 2024 e embarcará em uma turnê pelo Japão para promover o EP em 2 de novembro. A O single promocional "New Look", regravação da música de Namie Amuro, foi lançado em 9 de outubro e o single principal, "Identity", foi lançado em 28 de outubro.

## Discografia

### Extended plays(EPs)
| Título        | Detalhes | Posições nos charts | Posições nos charts | Posições nos charts | Vendas                | Certificações   |
| Título        | Detalhes | JPN                 | JPN Cmb.            | JPN Hot             | Vendas                | Certificações   |
| ------------- | --- | ------------------- | ------------------- | ------------------- | --------------------- | --------------- |
| Masterpiece   | - Lançamento: 26 de julho de 2023 - Gravadora: Warner Japan - Formato: CD, CD+DVD, digital download, streaming   | 1                   | 1                   | 1                   | - JPN: 200,819 (phy.) | - RIAJ: Platina |
| Haute Couture | - Lançamento: 6 de novembro de 2024 - Gravadora: Warner Japan - Formato: CD, CD+DVD, digital download, streaming | ASA                 | ASA                 | ASA                 | ASA                   | ASA             |

### Singles
| Título                                                                                   | Ano  | Picos    | Picos   | Picos  | Picos    | Álbum         |
| Título                                                                                   | Ano  | JPN Cmb. | JPN Hot | NZ Hot | US World | Álbum         |
| ---------------------------------------------------------------------------------------- | ---- | -------- | ------- | ------ | -------- | ------------- |
| "Bouquet"                                                                                | 2023 | 28       | 32      | —      | —        | Masterpiece   |
| "Marshmallow"                                                                            | 2023 | —        | 57      | —      | —        | Masterpiece   |
| "Do Not Touch"                                                                           | 2023 | 45       | 58      | 17     | 13       | Masterpiece   |
| "New Look"                                                                               | 2024 | 10       | 8       | —      | —        | Haute Couture |
| "Identity"                                                                               | 2024 | ASA      | ASA     | ASA    | ASA      | Haute Couture |
| "—" indica uma gravação que não entrou nas paradas ou não foi lançada naquele território |      |          |         |        |          |               |

## Videografia

### Videoclipes
| Título         | Ano  | Diretor                     | Ref.                |
| -------------- | ---- | --------------------------- | ------------------- |
| “Bouquet”      | 2023 | —                           |                     |
| "Marshmallow"  | 2023 | Dongle Shin                 | [ 6 ] [ 23 ] [ 24 ] |
| "Do Not Touch" | 2023 | Guzza (Kudo)                | [ 25 ] [ 26 ]       |
| "New Look"     | 2024 | Song Min-gyu (Loveandmoney) | [ 27 ]              |
| "Identity"     | 2024 | Guzza (Kudo)                | [ 28 ]              |

### Álbums de vídeo
| Título                              | Detalhes                                                                                | Posições de pico nos charts | Posições de pico nos charts | Vendas        |
| Título                              | Detalhes                                                                                | Japão DVD                   | Japão Blu-ray               | Vendas        |
| ----------------------------------- | --------------------------------------------------------------------------------------- | --------------------------- | --------------------------- | ------------- |
| MISAMO Japan Showcase "Masterpiece" | - Lançamento: 20 de dezembro de 2023 - Gravadora: Warner Japan - Formatos: DVD, Blu-ray | 4                           | 6                           | - JPN: 18.478 |

## Turnês

### MISAMO Japan Showcase "Masterpiece"
| Data                | Cidade   | País  | Local        | Audiência |
| ------------------- | -------- | ----- | ------------ | --------- |
| 22 de julho de 2023 | Osaka    | Japão | Intex Osaka  | 40,000    |
| 23 de julho de 2023 | Osaka    | Japão | Intex Osaka  | 40,000    |
| 25 de julho de 2023 | Yokohama | Japão | Pia Arena MM | 40,000    |
| 26 de julho de 2023 | Yokohama | Japão | Pia Arena MM | 40,000    |
| 27 de julho de 2023 | Yokohama | Japão | Pia Arena MM | 40,000    |

### MISAMO Japan Dome Tour 2024 "Haute Couture"
| Data                   | Cidade     | País  | Local              | Audiência |
| ---------------------- | ---------- | ----- | ------------------ | --------- |
| 2 de novembro de 2024  | Tokorozawa | Japão | Belluna Dome       |           |
| 3 de novembro de 2024  | Tokorozawa | Japão | Belluna Dome       |           |
| 16 de novembro de 2024 | Okasa      | Japão | Kyocera Dome Osaka |           |
| 17 de novembro de 2024 | Okasa      | Japão | Kyocera Dome Osaka |           |